# Раплама
Рапла или Раплама (ест. Rapla maakond) је округ у републици Естонији, у њеном средишњем делу. Управно средиште округа је истоимени градић Рапла.
Рапла округ је унутаркопнени округ у Естонији. На истоку се округ граничи са округом Јарва, на југу са округом Пјарну, на западу са Љаене и на северу са округом Харју.
Округ Рапла спада у округе средње величине у Естонији са 2,7% становништва земље.

## Урбана насеља
- Рапла
- Кохила
- Марјама